# Jet Magazine
Jet Magazine är en amerikansk veckotidning som grundades år 1951 av John H. Johnson vid Johnson Publishing Company i Chicago, Illinois. Tidningen riktar sig mot den afroamerikanska målgruppen och innehåller artiklar om politik, religion och musik (R&B och hiphop). 
Jet Magazine är känd för att ha följt Medborgarrättsrörelsen i USA och skrev om morden på Emmett Till, Montgomery Bus Boycott och Martin Luther King, Jr.